# Битка код Прага
Битка код Прага вођена је 6. маја 1757. године између аустријске и пруске војске. Део је Седмогодишњег рата, а завршена је пруском победом.

## Увод
Пруска војска под Фридрихом Великим (96.000) упала је у априлу 1757. у Чешку на широком фронту у 4 колоне и, почетком маја, сјединила се код Прага. Не желећи да фронтално нападне аустријску војску под Карлом Лотариншким (48.000 пешака и 12.000 коњаника) распоређену на јаким положајима (Табор-кота 248-Жишков), Фридрих је оставио фелдмаршала Јакоба Кајта са 32.000 људи западно од Прага, а главне снаге (47.000 пешака и 17.000 коњаника) упутио је у три колоне да обухвате десно крило аустријске војске косим борбеним поретком. Аустријанци су,опазили пруски маневар и окренули фронт ка истоку.

## Битка
Први пруски напади, предузети слабијим снагама и без артиљеријске подршке, завршени су неуспешно. Аустријанци су на целом фронту прешли у противнапад који се расплинуо у појединачне бојеве. Битка је одлучена тек када је надмоћнија пруска коњица под Цитеном напала аустријски бок и разбила га након чега су се аустријске снаге у нереду повукле према Прагу. Аустријска војска нашла је спас у Прагу те пруска победа није била потпуна.

## Последице
Фридрих је после битке био принуђен да предузме опсаду Прага. Морао ју је подићи након пораза код Колина и повући се из Чешке. Губици: Пруси око 14.000 војника и 401 официр, а Аустријанци 13.000 војника и 33 топа.